# 马沙利
马沙利（英語：Humphrey Marshall，1812年1月13日—1872年3月28日），是美国的陆军准將，曾任美国驻华公使。毕业于美国西点军校，曾参加过美墨战争、黑鹰战争、南北战争。